# Maira niveifacies
Maira niveifacies là một loài ruồi trong họ Asilidae. Maira niveifacies được Macquart miêu tả năm 1850. Loài này phân bố ở miền Australasia và miền Ấn Độ - Mã Lai.